# مقاله اصلی (فیلم ۲۰۰۰)
مقاله اصلی (به انگلیسی: Cover Story) فیلمی محصول سال ۲۰۰۰ و به کارگردانی گی. اس ویجایان است. در این فیلم بازیگرانی همچون سورش گوپی، ندومودی ونو، تابو، بیجو منون و صدیق ایفای نقش کرده‌اند.